# Pflugdorf

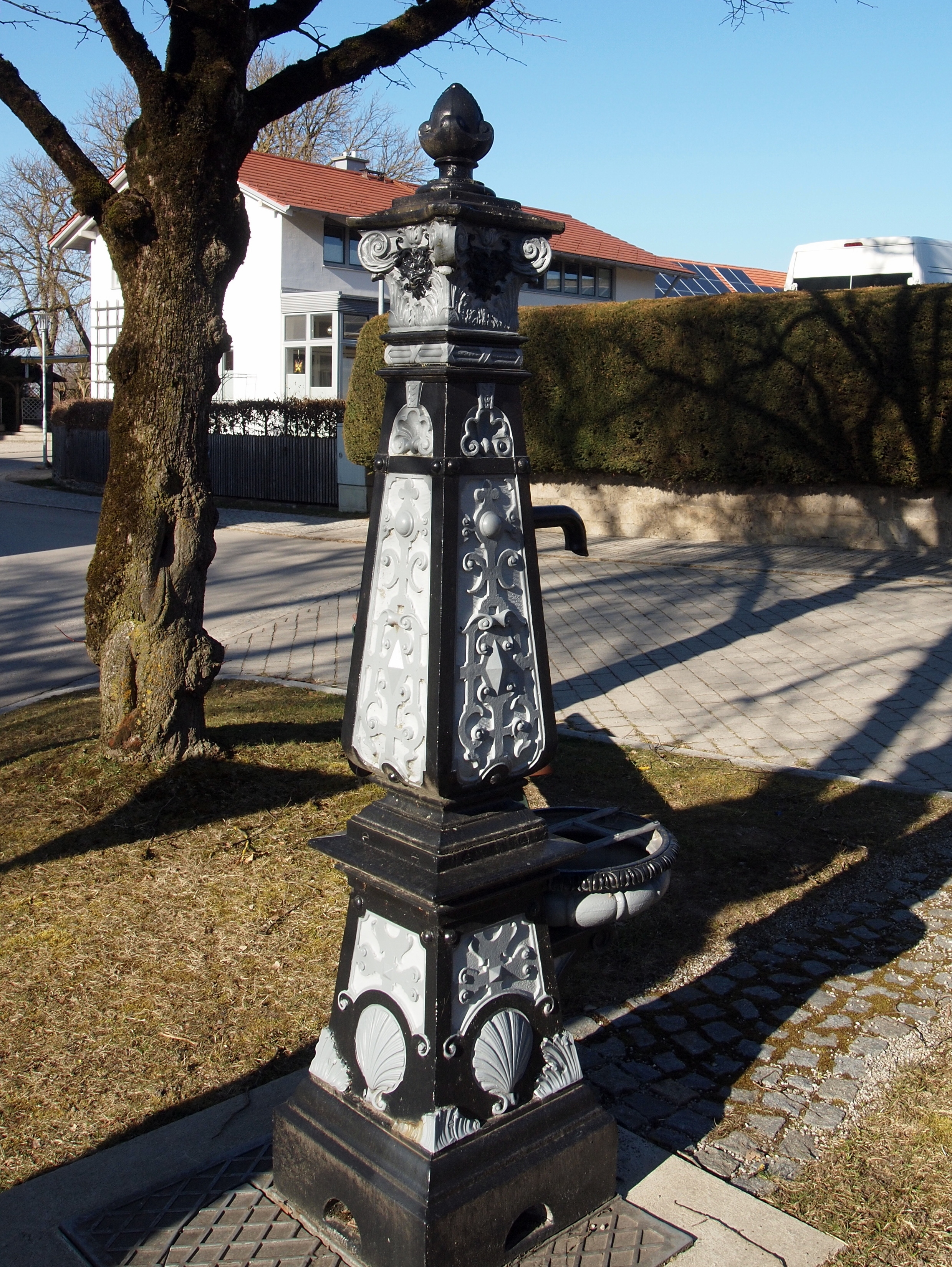
Dorfbrunnen

Pflugdorf ist ein Ortsteil der Gemeinde Vilgertshofen im oberbayerischen Landkreis Landsberg am Lech.

## Geografie
Das Pfarrdorf Pflugdorf liegt circa zwei Kilometer nördlich von Vilgertshofen, fast direkt östlich angrenzend an Stadl im Lechrain.
In Pflugdorf befindet sich die Filialkirche St. Laurentius, die um 1760 von Lorenz Sappl errichtet wurde. Die Altarbilder stammen von Johann Baptist Baader, zu den Besonderheiten der Kirche zählt eine Weihnachtskrippe der Brüder Lorenz und Johann Luidl aus dem 17. Jahrhundert.
Unter Denkmalschutz stehen außerdem zwei Hausfiguren aus dem 15. beziehungsweise 16. Jahrhundert und der Dorfbrunnen aus dem Ende des 19. Jahrhunderts. 
Siehe auch: Liste der Baudenkmäler in Pflugdorf.

## Geschichte
Pflugdorf entstand während des frühmittelalterlichen Siedlungsbaus.
Von 1020 bis 1333 wird ein Ortsadel erwähnt. Die Herren von Pflugdorf waren Ministerialen der Welfen.
Am 1. Januar 1970 wurde die bis dahin selbstständige Gemeinde mit Stadl zusammengelegt und am 1. Januar 1972 im Zuge der Gebietsreform in Bayern nach Vilgertshofen eingemeindet.

## Bodendenkmäler
Siehe: Liste der Bodendenkmäler in Vilgertshofen